# Viva Bertaga
Cet article concerne un album de Bérurier Noir. Pour le roman de San-Antonio, voir Viva Bertaga !.
Albums de Bérurier Noir
Souvent fauché, toujours marteau Carnaval des agités
Viva Bertaga est un album live du groupe punk français Bérurier Noir enregistré les 9, 10 et 11 novembre 1989 lors des trois concerts d'adieu que le groupe donna à l'Olympia. L'album est sorti en 1990 sur le label New Rose (il sera par la suite réédité sur FZM).

## Contexte
En 1989, peu de temps après la sortie de l'album Souvent fauché, toujours marteau !, le groupe annonce sa séparation. Fatigué des concerts incessants, des tensions qui commençaient à apparaître au sein du groupe, des problèmes avec Bondage et refusant de signer sur les majors, Bérurier Noir préfère donc arrêter en pleine gloire plutôt que de poursuivre l'aventure.
C'est ainsi que le groupe va se retrouver, après une tournée d'adieu en Suisse et au Québec, à effectuer ses derniers concerts les 9, 10 et 11 novembre à l'Olympia, faisant salle pleine durant ces trois jours. Ces trois concerts mémorables seront enregistrés et l'année suivante (1990) sortira un album live intitulé Viva Bertaga. L'album doit son nom à un roman de la série San-Antonio : Viva Bertaga ! L'univers de San Antonio avait d'ailleurs déjà inspiré le groupe pour trouver son nom (« Bérurier » étant à la base le nom d'un personnage de San-Antonio).
À travers la vingtaine de chanson de l'album c'est toute la carrière du groupe qui est passé en revue. L'album voit donc se mêler les titres sombres et graves de l'époque Macadam massacre (La Nuit noire, Manifeste…) et les hymnes festifs de la période Abracadaboum ! (Casse-tête chinois, L'Empereur Tomato Ketchup, Macadam Circus…) Sont aussi présents des grands classiques de Concerto pour Détraqués comme Hélène et le sang, Porcherie ou encore Le Renard. Enfin avec des morceaux comme Camouflage, Soleil noir et Protesta, les dernières chansons du groupe ne sont pas en reste. On retrouve aussi dans Viva Bertaga deux reprises : Panik, reprise de Métal Urbain (une des grandes influences de Bérurier Noir) et "If the Kids Are United", reprise du groupe d'Oi! britannique Sham 69.
Par le vaste panorama qu'il offre sur ce que fut « l'aventure bérurière » et par l’énergie qui se dégage de ses titres par rapport à leurs versions studios l'album Viva Bertaga est souvent considéré comme l'un des albums les plus importants de Bérurier Noir,.

## Production
Enregistré par Eric Débris et Pierre Alessandri, assisté de Pascale. Prise de son : le studio mobile "Le Voyageur". Mixé à Mix-It par Eric Débris assisté de Pierrot et Tinouche,.

## Liste des titres
1. Camouflage
2. Nuit noire
3. On a faim
4. Mineurs en danger
5. Casse-tête chinois
6. Le Renard
7. Soleil noir
8. Il tua son petit frère
9. Lobotomie
10. Hélène et le sang
11. La Mort au choix
12. Petit Agité
13. Porcherie
14. Manifeste
15. Macadam massacre
16. Ibrahim
17. Protesta
18. Vivre libre ou mourir
19. Panik (reprise de Métal Urbain)
20. If the Kids Are United (reprise de Sham 69)
21. L’Empereur Tomato Ketchup
22. Macadam Circus
23. Les Béruriers sont les rois

## Minis CD bonus
En plus de l'album Viva Bertaga composé de vingt-trois titres, deux mini-CD bonus furent édités. Ces CD étaient composés de cinq titres inédits chacun, enregistrés eux aussi pendant les trois concerts d'adieu à l’Olympia. Le premier de ces mini-CD, Mini Viva Bertaga 1, était offert avec les premiers tirages de l'album Viva Bertaga tandis que le second, Mini Viva Bertaga 2, était offert avec la vidéo du concert, sortie en 1991.
Ces dix titres bonus et inédits ont été réédités sur la version double CD sortie en 2013 (CD1 : le CD original vingt-trois titres et CD 2 : les dix titres bonus + cinq autres titres soit quinze titres).
Les dix titres bonus sont téléchargeables gratuitement sur le site du groupe.

### Liste des titres des Minis CD Viva Bertaga
| Mini Viva Bertaga 1 (en bonus avec les premiers tirages de Viva Bertaga)         | Mini Viva Bertaga 2 (en bonus avec le vidéo du concert)                                                               |
| 1. Vive le feu 2. Fils de… 3. Viêt-nam, Laos, Cambodge 4. Djebel 5. Les Rebelles | 1. Quesako 2. Capitaine Kirk (reprise de Spizzenergi) 3. Scarabée 4. Salut à toi 5. White Riot (reprise de The Clash) |